# Rawskie
Rawskie (ukr. Равське, Rawśke; hist. Hołe Rawskie) – wieś na Ukrainie, w rejonie lwowskim (wcześniej w rejonie żółkiewskim) obwodu lwowskiego. Wieś liczy około 570 mieszkańców.
18 lipca 1912 z części gminy Hołe Rawskie utworzono samodzielną gminę jednostkową Seńkowice.
W II Rzeczypospolitej do 1934 samodzielna gmina jednostkowa. Następnie należała do zbiorowej wiejskiej gminy Hujcze w powiecie rawskim w woj. lwowskim. Po wojnie wieś weszła w struktury administracyjne Związku Radzieckiego.